# In cerca d'amore (film 1999)
In cerca d'amore (Tumbleweeds) è un film del 1999 diretto da Gavin O'Connor.

## Trama
Mary Jo (Janet McTeer) è una donna inquieta, mai ferma nello stesso posto, sempre in mano all'uomo sbagliato ed alla ricerca di quello giusto.
Sua figlia Ava (Kimberly Brown) non ne può più, vorrebbe solo fermarsi e mettere radici da qualche parte.
Madre e figlia on the road, costantemente in viaggio nel sud degli Stati Uniti, si ritrovano ora, nell'ennesima tappa, alla volta di San Diego.

## Riconoscimenti
- 2000 - Premio Oscar
  - Candidatura alla migliore attrice protagonista a Janet McTeer
- 2000 - Golden Globe
  - Migliore attrice in un film commedia o musicale a Janet McTeer
- 2000 - Independent Spirit Awards
  - Miglior performance di debutto a Kimberly J. Brown
- 1999 - Satellite Award
  - Migliore attrice in un film commedia o musicale a Janet McTeer
- 1999 - National Board of Review Awards
  - Miglior attrice a Janet McTeer
- 1999 - Gotham Awards
  - Miglior attrice emergente Janet McTeer